# Horatio Robinson Storer

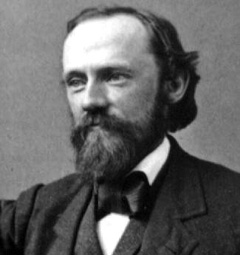
Horatio Robinson Storer

Horatio Robinson Storer (* 27. Februar 1830 in Boston, Massachusetts; † 18. September 1922 in Newport, Rhode Island) war ein US-amerikanischer Arzt, Abtreibungsgegner und Numismatiker.

## Leben
Horatio Storer war der Sohn von David Humphreys Storer (1804–1891), einem Bostoner Arzt und Zoologen. Er besuchte die Boston Latin School, studierte am Harvard College (unter anderem bei Alexander Agassiz und Asa Gray) und der Harvard Medical School (M.D. 1853). Anschließend reiste er nach Europa, wo er unter anderem bei James Young Simpson in Edinburgh lernte.
1855 eröffnete Storer in Boston eine Praxis mit Schwerpunkt Gynäkologie und Geburtshilfe und war gleichzeitig Assistent seines Vaters an der Harvard University. 1858 wurde er in die American Academy of Arts and Sciences gewählt. 1865 übernahm er je eine Professur für Gynäkologie und Rechtsmedizin am Berkshire Medical College in Pittsfield, Massachusetts, die er über die Schließung der Einrichtung 1867 hinaus bis 1869 innehatte. Storer erwarb 1868 noch den juristischen Abschluss LL.B. an der Harvard Law School. 1869 gründete Storer die Gynaecological Society of Boston, die als weltweit erste gynäkologische Fachgesellschaft gilt. Deren Organ, das Journal of the Gynaecological Society of Boston, gilt entsprechend als erste gynäkologische Fachzeitschrift. Er versorgte Patientinnen in mehreren Krankenhäusern in Boston und gab regelmäßig gynäkologische Kurse für Ärzte – was als Vorläufer heutiger postgradualer Studien gilt.
1872 gab Storer wegen gesundheitlicher Probleme seine medizinische Praxis auf, hielt sich zur Genesung fünf Jahre in Italien auf, ließ sich dann – wegen des milderen Klimas – in Newport, Rhode Island, nieder. Er widmete sich fortan überwiegend der Numismatik, versorgte aber auch Patientinnen im dortigen Krankenhaus. Auch auf dem Gebiet der Numismatik gab er eine Fachzeitschrift heraus, das American Journal of Numismatics. Er galt als Experte auf dem Gebiet von Medaillen, Rechenpfennigen und Wertmarken mit medizinischem Bezug.
Storer erhielt 1912 ein Ehrendoktorat der Fordham University.
Horatio Robinson Storer war dreimal verheiratet: mit Emily Elvira Gilmore, mit deren Schwester Augusta Caroline Gilmore und mit Frances Sophia Mackenzie, wegen der er zum Katholizismus konvertierte. Storer hatte fünf Kinder. Das älteste war in Edinburgh geboren, das jüngste in Sorrent, Italien.

## Storers Wirken gegen Abtreibungen
1857 gründete Storer die physicians’ crusade against abortion und erreichte, dass bei der American Medical Association (AMA) eine Kommission gegen Abtreibungen eingerichtet wurde, deren Bericht 1859 angenommen wurde. In der Folge verschärften fast alle US-Bundesstaaten ihre Abtreibungsgesetze. Storers Schrift gegen Abtreibungen, Why Not? A Book for Every Woman, wurde viel verkauft und oft an Frauen abgegeben, die eine Abtreibung wollten.
Storer wird noch heute von Vertretern der amerikanischen Lebensrechtsbewegung als Vorkämpfer für ihre Sache geehrt. So wird zum Beispiel behauptet, dass nahezu jeder lebende US-Amerikaner Storer sein Leben zu verdanken habe, weil er wenigstens einen Vorfahren hätte, der dank Storers Wirken nicht abgetrieben worden sei.